# Sommer-Paralympics 2024/Teilnehmer (Island)
| stlisierte Goldmedaille | stlisierte Silbermedaille | stlisierte Bronzemedaille |
| ----------------------- | ------------------------- | ------------------------- |
| —                       | —                         | —                         |

Island entsandte drei Athletinnen und zwei Athleten zu den Paralympischen Sommerspielen 2024 in Paris. Als Fahnenträger bei der Eröffnungsfeier wurden Már Gunnarsson und Sonja Sigurðardóttir ausgewählt.

## Teilnehmer nach Sportart

### Leichtathletik
| Athleten                    | Klassifizierung | Wettbewerb(e) | Zeit/Weite | Rang |
| --------------------------- | --------------- | ------------- | ---------- | ---- |
| Frauen                      |                 |               |            |      |
| Ingeborg Eide Garðarsdóttir | F37             | Kugelstoßen   | 9,38 m     | 9    |

### Schwimmen
| Athleten                  | Klassifizierung | Wettbewerb(e)            | Zeit/Weite  | Rang |
| ------------------------- | --------------- | ------------------------ | ----------- | ---- |
| Frauen                    |                 |                          |             |      |
| Thelma Bjørg Björnsdóttir | SB5             | 100 m Brust              | 1:58,62 min | 7    |
| Sonja Sigurðardóttir      | S3              | 100 m Rücken             | 1:07,46 min | 7    |
| Sonja Sigurðardóttir      | S3              | 100 m Freistil – Vorlauf | 2:32,31 min | 12   |
| Männer                    |                 |                          |             |      |
| Már Gunnarsson            | S11             | 100 m Rücken             | 1:10,21 min | 7    |
| Róbert Ísak Jónsson       | S14             | 100 m Schmetterling      | 57,92 sek   | 6    |